# Monceau-lès-Leups
Monceau-lès-Leups è un comune francese di 477 abitanti situato nel dipartimento dell'Aisne della regione dell'Alta Francia.

## Società

### Evoluzione demografica
Abitanti censiti